# 漢平滇國之戰
漢平滇國之戰是中國漢朝征服滇國的一系列軍事戰役的統稱。公元前109年，漢武帝派兵征服了滇國，將其直接置於漢朝的統治之下，自此滇國滅亡。

## 背景
滇國位於今日中國的雲南省境內，根據司馬遷《史記》的記載，在戰國時期，楚國大將莊蹻征服了滇池一帶，佔據這裡建立滇國。
前135年，漢朝派遣唐蒙出使夜郎，得知了滇國的存在。前122年，漢武帝派出四個使團來到西南，尋找前往大夏的道路。其中一個使團受到滇王的歡迎，但滇王禁止他們繼續前進，並封鎖了道路。
前112年，汉灭南越国，汉武帝想要使滇王入朝，滇王尝羌依仗拥兵数万拒绝朝汉，临近的劳深、靡莫等小国也仰仗滇王不听汉朝号令，且多次为难汉朝使者。
汉朝的观察家们认为滇国是一个有潜力的边疆地区，可以被帝国的疆域所吞并。 滇是一个重要的商业中心，通过繁荣的贸易路线网络与现代南亚和东南亚相连。 这些贸易联系对汉朝统治者来说很有吸引力，因为他们希望这些地区拥有繁荣的海上贸易路线。 这些激励因素促使汉武帝将汉朝的控制范围进一步扩展到西南地区，以确保获得丝竹、铁、锡和银等产品。

## 戰役
元封二年（前109年），漢武帝征发巴蜀罪人南征，攻灭劳深、靡莫二国，随后陈兵滇国边境，滇王尝羌自知无力抵抗，遂举国降汉，进京朝见，由于滇王曾经帮助过汉使，所以滇国幸免于难。汉武帝赐予滇王尝羌一枚金印，命他继续统治滇国，同时在滇地设置益州郡，置益州太守。

## 後果
公元前 109 年，滇国被汉帝国征服，成为汉帝国的属国。此后数百年间，滇人逐渐被汉族文化同化，到公元 11 世纪几乎灭绝。在现代云南境内的考古活动发现了汉族风格的镜子、钱币、陶瓷和青铜器，而滇族器物在视觉上一度与汉族截然不同，但到公元前 100 年，滇族器物大量借用了汉族的舶来品，表明滇族已被汉族文化同化。汉帝国的军事力量、汉人的定期定居和汉族难民的涌入共同导致了这些民族的汉化。